# Ocena zgodności
Ocena zgodności – proces poprzedzający wprowadzenie wyrobu na rynek, przeprowadzany przez producenta w odniesieniu do norm jakościowych lub aprobat technicznych, którego celem jest weryfikacja zgodności wyrobu z przepisami prawa w zakresie określonym przez dyrektywy UE, które mają zastosowanie do danego wyrobu.
Ocena zgodności oznacza działanie polegające wykazaniu, że określony wyrób i proces jego produkcji jest zgodny z wymaganiami określonymi w normach i przepisach prawnych.
W wyniku procesu certyfikacji bądź atestacji producent wyrobu otrzymuje Certyfikat Zgodności lub Świadectwo Zgodności potwierdzający spełnienie przez wyrób wymagań określonych w przepisach.
Od roku 2008 oprócz dyrektyw, których konieczna jest transpozycja do prawa każdego z Państw Członkowskich Unii Europejskiej, pojawiły się rozporządzenia WE (od 1 stycznia 2010 – UE), które działają bezpośrednio, bez konieczności ich transpozycji (np. rozporządzenie o wyrobach budowlanych albo rozporządzenie o wyrobach medycznych).